# Björkasviken
Björkasviken är en sjö i Falu kommun i Dalarna och ingår i Dalälvens huvudavrinningsområde. Sjön har en area på 0,26 kvadratkilometer och ligger 152 meter över havet. Sjön avvattnas av vattendraget Kolningån (Marnäsån).

## Delavrinningsområde
Björkasviken ingår i det delavrinningsområde (674123-149742) som SMHI kallar för Mynnar i Sör-Lingan. Medelhöjden är 193 meter över havet och ytan är 12,18 kvadratkilometer. Räknas de 44 avrinningsområdena uppströms in blir den ackumulerade arean 517,49 kvadratkilometer. Kolningån (Marnäsån) som avvattnar avrinningsområdet har biflödesordning 3, vilket innebär att vattnet flödar genom totalt 3 vattendrag innan det når havet efter 252 kilometer. Avrinningsområdet består mestadels av skog (67 procent) och jordbruk (12 procent). Avrinningsområdet har 0,26 kvadratkilometer vattenytor vilket ger det en sjöprocent på 2,1 procent. Bebyggelsen i området täcker en yta av 0,45 kvadratkilometer eller 4 procent av avrinningsområdet.